# Cycloctenus lepidus
Cycloctenus lepidus là một loài nhện trong họ Deinopidae.
Loài này thuộc chi Cycloctenus. Cycloctenus lepidus được miêu tả năm 1890 bởi Urquhart.